# 해머 드릴

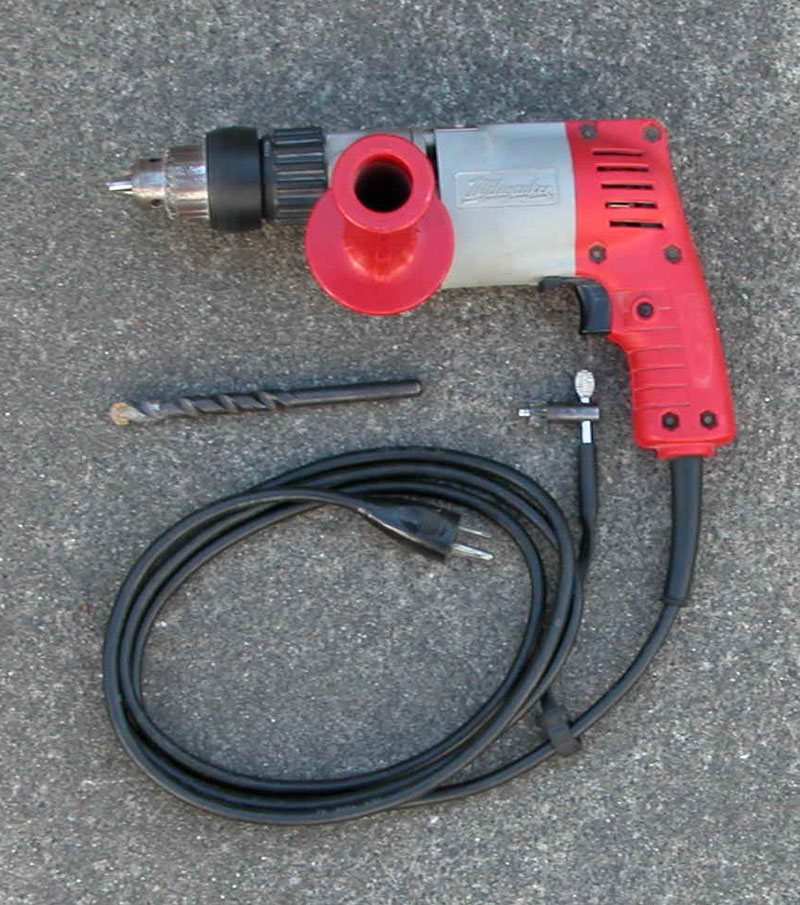
드릴 비트, 척 키와 함께 있는 유선 해머 드릴

해머 드릴(hammer drill) 또는 함마 드릴은 단단한 물체에 구멍을 뚫기 위하여 사용하는 전동 공구이다. 망치질 동작을 일으키는 임팩트 메커니즘을 채용한 로터리 드릴의 일종이다. 해머 드릴의 임팩트 메커니즘이 꺼지면, 스크루드라이버와 같은 작업을 수행하기 위하여 전통적인 드릴과 같이 사용할 수 있다.

## 기능
해머 드릴에는 드릴 비트를 회전시키면서 두 세트의 톱니기어가 기계적으로 상호작용하여 망치질을 하는 캠 동작이나 타격 해머링 메커니즘이 있다. 캠 동작 드릴로 척에는 척 전체와 비트가 회전축에서 앞뒤로 움직이는 메커니즘이 있다. 이러한 유형의 드릴은 종종 해머 동작의 유무에 관계없이 사용되지만, 해머 동작을 유발하는 캠 위의 회전이기 때문에 해머 동작만 단독으로 사용하는 것은 불가능하다. 해머 드릴에는 드릴 비트를 회전시킬 뿐만 아니라 (비트의 축을 따라) 구멍을 뚫거나, 뺄 수 있도록 특별히 설계된 클러치가 있다. 비트가 안팎으로 이동하는 실제 거리와 타격의 힘은 모두 매우 작고, 해머링 동작은 수천번의 ‘BPM’(blows per minute, 분당 타격) 또는 ‘IPM’(impacts per minute, 분당 충격)아 나올 만큼 매우 빠르다. 각각의 타격은 상대적으로 약한 힘이지만, 이러한 분당 수천 번의 타격은 콘크리트나 벽돌을 부수기에 충분하다. 석조드릴용 날의 카바이드 쐐기를 사용하여 나선형 플루트가 떨어져 나갈 수 있도록 분쇄한다. 이러한 이유로 해머 드릴은 일반 드릴보다 콘크리트나 벽돌을 뚫는 속도가 훨씬 빠르다. 최근의 해머 드릴은 점점 더 무선으로 작동하는 것이 대세로 굳어지고 있다.

## 구조
|  | 1. 스위치 2. 조정링 3. 척 4. 속도 변경 레버 5. 방향 전환 스위치 레버 6. 배터리 |

## 사용
앵커볼트, 콘크리트 나사 및 벽플러그에는 단단한 재료의 구멍이 필요하다. 해머 드릴은 일반적으로 생산 건설 드릴링에 사용되지 않고, 콘크리트, 석조나 석재에 구멍을 가끔 뚫는 데 사용된다. 또한 콘크리트 기초에 구멍을 뚫어 콘크리트 벽 형태를 고정하고 콘크리트 바닥에 구멍을 뚫어 벽 프레임을 고정하는 데 사용된다. 해머 드릴에는 거의 항상 특수 “해머 클러치”를 잠그는 레버나 스위치가 있어 도구를 목재나 금속 작업을 위한 기존 드릴로 바꾼다. 해머 드릴은 일반 드릴보다 비싸고, 부피가 크지만, 드릴링할 재료(콘크리트 블록 또는 나무 스터드)를 알 수 없는 작업에 적합하다. 예를 들어, 전기 상자를 벽에 장착하는 전기 기술자는 동일한 해머 드릴을 사용하여, 나무 스터드(해머 사용 불가) 또는 석조벽(해머 사용 가능)에 드릴할 수 있다.

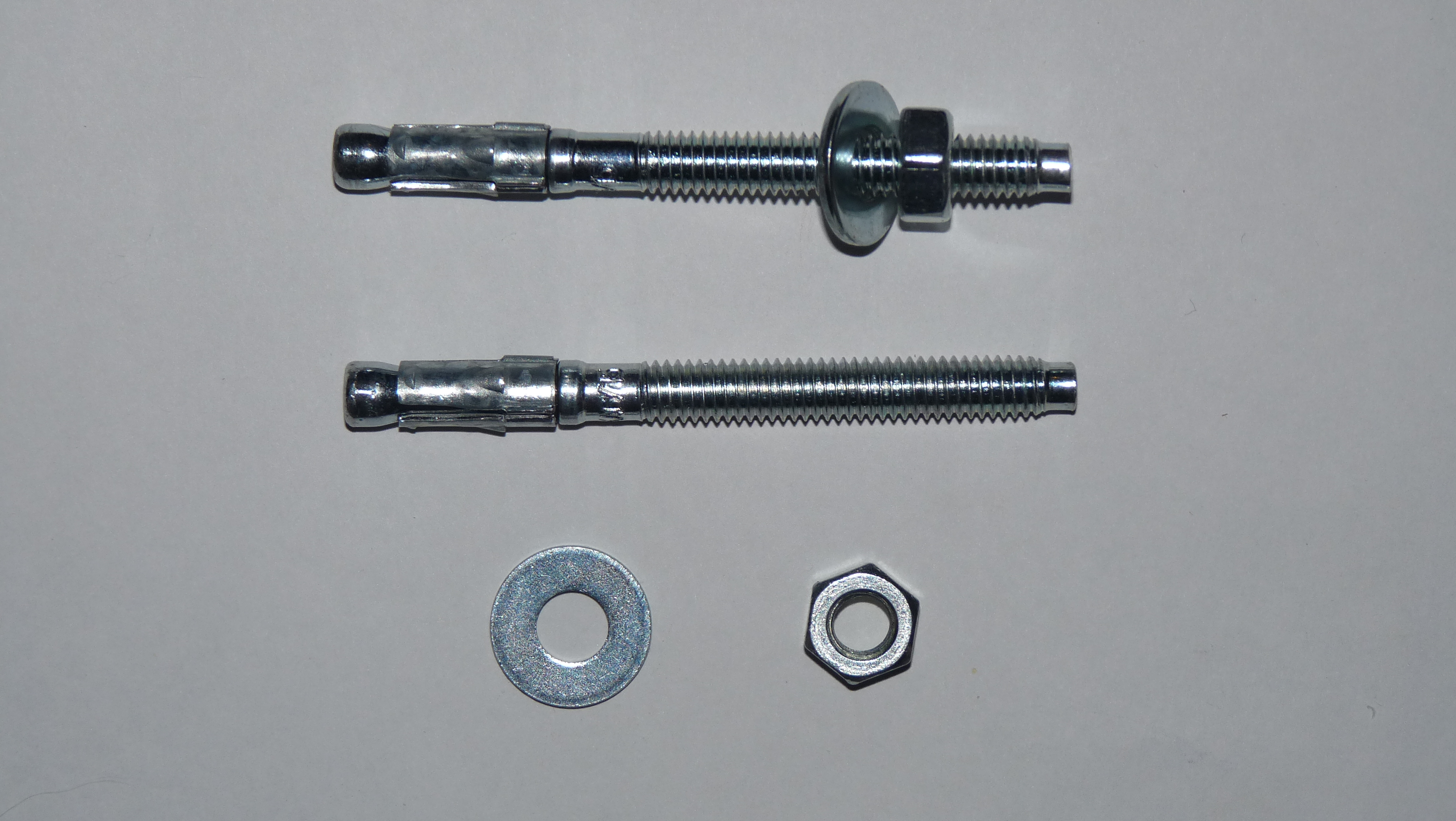
앵커볼트
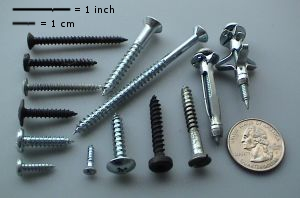
나무, 벽, 콘크리트 등에 사용되는 스크루의 종류
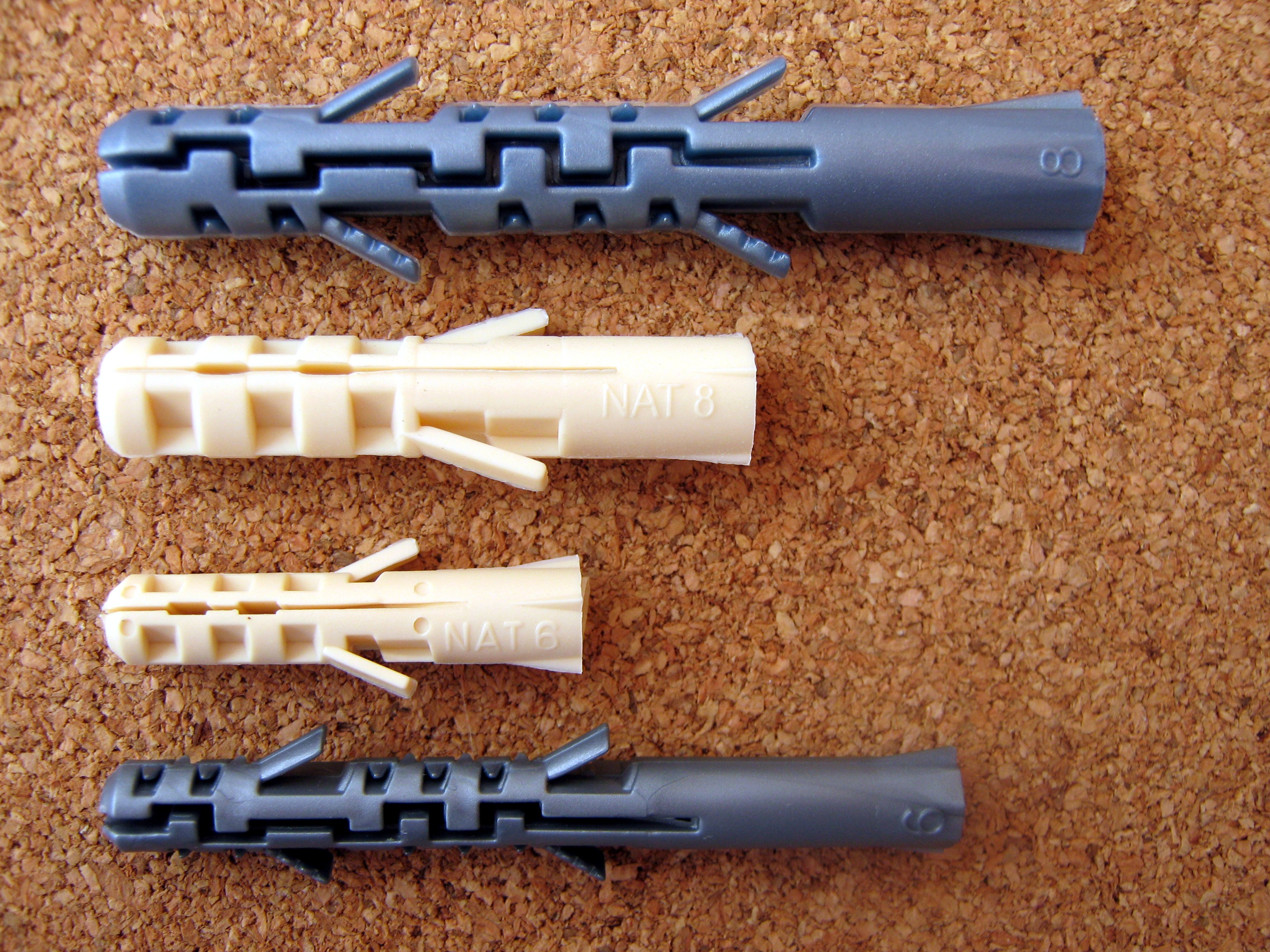
벽플러그(영국식), 국내에서는 칼블럭 또는 칼브럭(일본의 상품명)이라고 한다.

## 역사
고대 중국의 주요 드릴링 기술인 타악 드릴링은 한나라 때 발명되었다. 이 과정에는 대나무 기중기에 긴 대나무 케이블에 부착된 무거운 쇠조각을 들어 올리기 위해 2~6명의 남자가 리드미컬한 간격으로 레벨을 끌어올리는 작업이 포함되었다. 주철 조각과 대나무로 만든 도구를 사용하여 초기 중국인은 충격 드릴을 사용하여 910m 깊이까지 구멍을 뚫을 수 있었다. 큰 우물을 파려면, 2~3세대에 걸친 노동자가 필요했다. 초기 중국인이 개발한 케이블 공구 드릴링 머신은 드릴링 도구의 무거운 줄을 들어 올리고, 떨어뜨려 암석을 작은 조각으로 부수는 작업을 포함했다. 또한 중국인은 대나무 막대에 고정된 절단 헤드를 사용하여 915m 깊이까지 드릴링했다. 대나무 드릴 줄을 올리고, 내리면 천공 기계가 덜 조밀하고, 통합되지 않은 암석층을 관통할 수 있다.
최초의 해머드릴의 기원은 논쟁거리다. 독일 회사 파인(Fein)은 1914년에 ‘전기 공압 타격 메커니즘이 있는 드릴’에 대한 특허를 받았다. 독일 회사인 보쉬(Bosch)는 1932년경에 대량 생산으로 최초의 “보쉬-해머”를 생산했다. 미국 회사인 밀워키는 1935년에 가벼운 1⁄4인치(6.4mm) 전기 해머 드릴(캠액션)을 판매했다고 밝혔다.
수동식 타격 드릴은 20세기 중반 영국에서 만들어졌다.

## 같이 보기
- 드릴
- 로터리 해머